# 숙호항
숙호항(宿虎港)은 경상남도 남해군 남면 석교리, 숙호마을 인근에 있는 어항이다. 2002년 8월 6일 어촌정주어항으로 지정하여 관리하고 있다. 시설관리자는 남해군수이다.

## 어항 연혁
- 마을의 지형이 범이 잠자는 모습과 같다하여 숙호(宿虎)라 유래되었다.

## 어항 시설
- 선착장 L=73m, B=4.0m, 물량장 L=75m, B=15m, 호안 L=210m, B=6.0m

## 주요 어종
- 노래미, 도다리, 해삼, 문어, 낙지 등